# Araneus dianiphus
Araneus dianiphus este o specie de păianjeni din genul Araneus, familia Araneidae, descrisă de Rainbow, 1916.
Este endemică în Queensland. Conține o singură subspecie: A. d. xanthostichus.